# Athemistus torridus
Athemistus torridus är en skalbaggsart som beskrevs av Blackburn 1894. Athemistus torridus ingår i släktet Athemistus och familjen långhorningar. Inga underarter finns listade.